# François-Emmanuel Verguin

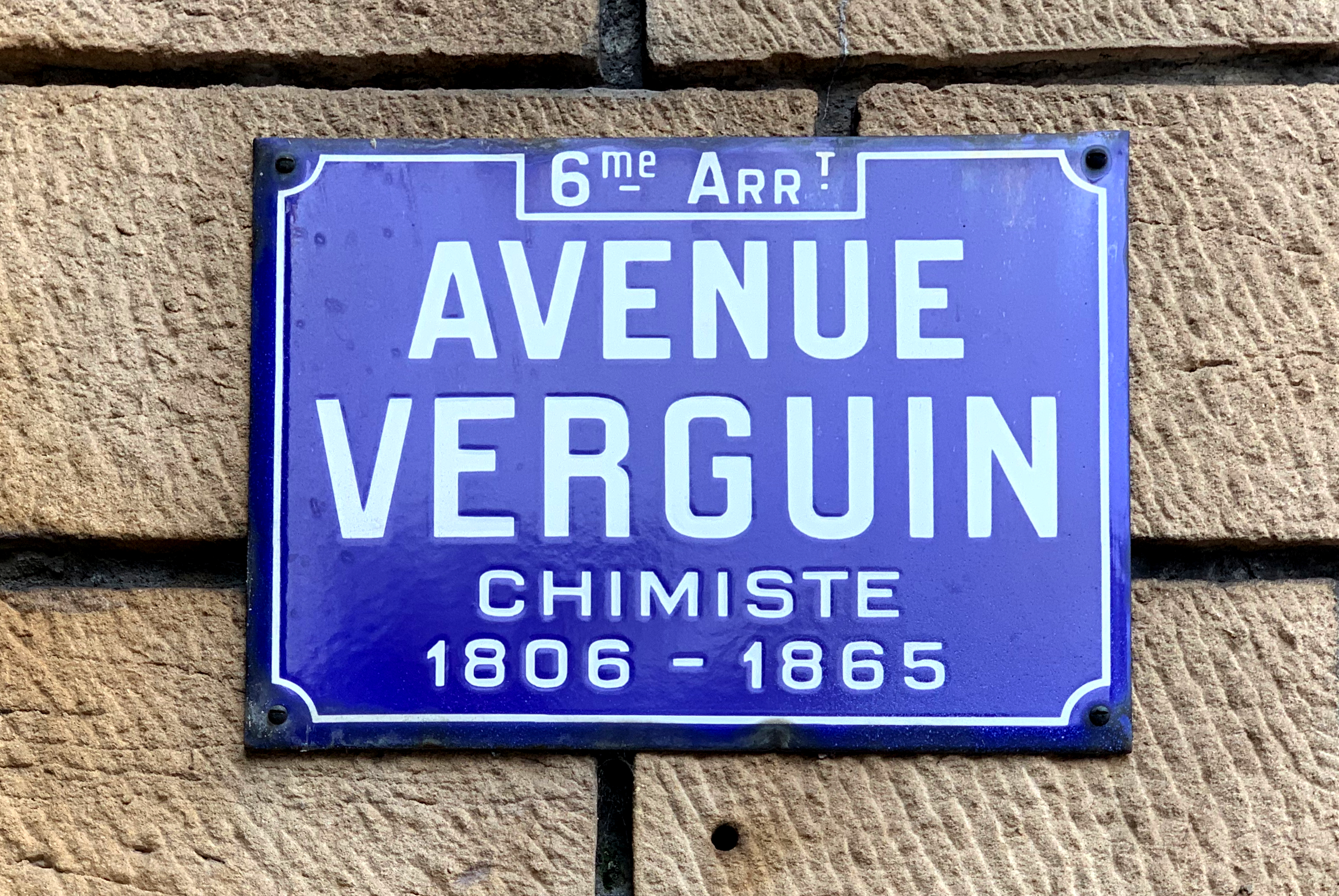
Straßenschild in Lyon, das mach Verguin benannt wurde

François-Emmanuel Verguin (* 5. April 1814 in Lyon; † 3. November 1864 in Hyères) war ein französischer Chemiker. Er synthetisierte Fuchsin und erkannte dessen Verwendung als Textilfarbstoff, weshalb er einer der Begründer der Teerfarben-Industrie ist.
Verguin arbeitete ab dem Alter von 15 Jahren in einer Säurefabrik (von Perrin) und studierte auf Empfehlung seines Chefs Chemie an der Medizinischen Fakultät in Lyon. Er wurde dort Assistent und am Lycée Royale in Lyon und arbeitete ab 1855 für den Lyoner Drogisten Raffard im Aufbau einer Fabrik für den gelben Seidenfarbstoff Pikrinsäure. Auf dem Schloss eines Verwandten synthetisierte er Fuchsin (Oxidation von unreinem Anilin mit Zinntetrachlorid). Das war vorher schon Jakub Natanson und August Wilhelm von Hofmann auf anderen Wegen gelungen, sie erkannten aber die Bedeutung als Textilfarbstoff nicht. Verguin war damals (1858) schon krank und verkaufte die Erfindung an die Färberei der Gebrüder Renard in Lyon, die 1859 ein Patent erhielten. 
Bereits 1859 entstand mit der „Chemischen Industrie in Basel“ die erste Fuchsin-Großproduktion in Europa. Deutsche Firmen, die ebenfalls das Patent umgehen konnten, folgten ab 1860.